# Alan Kendall
Alan Kendall est un guitariste britannique né le 9 septembre 1944 à Darwen, dans le Lancashire. Il est principalement connu pour avoir travaillé avec les Bee Gees.

## Biographie
Après avoir joué dans les groupes Kris Ryan and the Questions et Glass Menagerie, Alan Kendall rejoint Toe Fat (en) en 1970 : il y remplace Ken Hensley, parti fonder Uriah Heep. Le deuxième album du groupe, Toe Fat Two, inclut sept titres écrits ou coécrits par Kendall. Abandonné par son management, Toe Fat disparaît quelques mois plus tard.
Kendall collabore avec les Bee Gees pour la première fois en 1971, sur l'album Trafalgar. Il participe à tous les albums du groupe jusqu'à la fin des années 1970, et joue ainsi sur tous les singles à succès de la période disco du groupe. Il quitte le groupe après Spirits Having Flown (1979), mais continue à travailler avec les frères Gibb en participant aux albums solo de Barry (Moonlight Madness, enregistré en 1986 mais jamais sorti) et Robin Gibb (How Old Are You?, sorti en 1983). Il joue ensuite sur les cinq derniers albums des Bee Gees, de One en 1989 à This Is Where I Came In en 2001.